# Prix Interallié
Pour les articles homonymes, voir Interallié.
Le prix Interallié est un prix littéraire honorifique français décerné chaque année depuis 1930 en novembre, lors de la période des prix littéraires de l'automne.

## Historique
Le prix a été fondé le 3 décembre 1930 par une trentaine de journalistes qui déjeunaient au Cercle de l'Union interalliée à Paris en attendant les résultats des délibérations du jury exclusivement féminin du prix Femina. Le prix est remis au début du mois de novembre, après le prix Goncourt, au restaurant parisien Lasserre. Uniquement honorifique, ce prix ne s'accompagne d'aucune récompense d'ordre pécuniaire.
Au cours de son histoire, il a récompensé des auteurs prestigieux tels que André Malraux, Paul Nizan, Félicien Marceau, Paul Guimard ou encore Antoine Blondin. Plus récemment, des auteurs contemporains, tels que Michel Houellebecq, Florian Zeller ou Philippe Djian, leur ont succédé.

## Membres du jury
En 2007, le jury est composé de Jean Couvreur, Jacques Duquesne, Jean Ferniot, Serge Lentz, Éric Ollivier, Jean-Marie Rouart, Pierre Schoendoerffer, Philippe Tesson, ainsi que le lauréat de l'année précédente.
Le jury en 2013 est composé de dix journalistes ou écrivains, dont : Éric Neuhoff, Jacques Duquesne, Stéphane Denis, Florian Zeller, Christophe Ono-dit-Biot, Serge Lentz, Éric Ollivier, Jean-Marie Rouart, Philippe Tesson (président) ; auxquels se joint le lauréat de l’année précédente.
Le jury en 2019 est composé de dix journalistes ou écrivains : Stéphane Denis, Jacques Duquesne, Serge Lentz, Gilles Martin-Chauffier, Éric Neuhoff, Christophe Ono-dit-Biot, Jean-Marie Rouart, Jean-Christophe Rufin, Philippe Tesson (président) et Florian Zeller.
En juin 2023, à la suite de la mort de Philippe Tesson, l'écrivain et académicien Jean-Marie Rouart devient président du jury et, par la même occasion Jean-René Van der Plaetsen, directeur adjoint du Figaro Magazine, intègre le jury.

## Liste des lauréats
| Année | Auteur                     | Titre                                                                       | Éditeur (nb de fois)       |
| ----- | -------------------------- | --------------------------------------------------------------------------- | -------------------------- |
| 1930  | André Malraux              | La Voie royale                                                              | Grasset                    |
| 1931  | Pierre Bost                | Le Scandale                                                                 | Gallimard                  |
| 1932  | Simonne Ratel              | La Maison des Bories                                                        | Plon                       |
| 1933  | Robert Bourget-Pailleron   | L'Homme du Brésil                                                           | Gallimard (2)              |
| 1934  | Marc Bernard               | Anny                                                                        | Gallimard (3)              |
| 1935  | Jacques Debû-Bridel        | Jeunes Ménages                                                              | Gallimard (4)              |
| 1936  | René Laporte               | Les Chasses de novembre                                                     | Denoël                     |
| 1937  | Romain Roussel             | La Vallée sans printemps                                                    | Plon (2)                   |
| 1938  | Paul Nizan                 | La Conspiration                                                             | Gallimard (5)              |
| 1939  | Roger de Lafforest         | Les Figurants de la mort                                                    | Grasset (2)                |
| 1945  | Roger Vailland             | Drôle de jeu                                                                | Corrêa                     |
| 1946  | Jacques Nels               | Poussière du temps                                                          | Le Bateau ivre             |
| 1947  | Pierre Daninos             | Les Carnets du Bon Dieu                                                     | La Jeune Parque            |
| 1948  | Henry Castillou            | Cortiz s'est révolté                                                        | Fayard                     |
| 1949  | Gilbert Sigaux             | Les Chiens enragés                                                          | Julliard                   |
| 1950  | Georges Auclair            | Un amour allemand                                                           | Gallimard (6)              |
| 1951  | Jacques Perret             | Bande à part                                                                | Gallimard (7)              |
| 1952  | Jean Dutourd               | Au bon beurre                                                               | Gallimard (8)              |
| 1953  | Louis Chauvet              | L'Air sur la quatrième corde                                                | Flammarion                 |
| 1954  | Maurice Boissais           | Le Goût du péché                                                            | Julliard (2)               |
| 1955  | Félicien Marceau           | Les Élans du cœur                                                           | Gallimard (9)              |
| 1956  | Armand Lanoux              | Le Commandant Watrin                                                        | Julliard (3)               |
| 1957  | Paul Guimard               | Rue du Havre                                                                | Denoël (2)                 |
| 1958  | Bertrand Poirot-Delpech    | Le Grand Dadais                                                             | Denoël (3)                 |
| 1959  | Antoine Blondin            | Un singe en hiver                                                           | La Table Ronde             |
| 1960  | Jean Portelle              | Janitzia ou la Dernière qui aima d'amour                                    | Denoël (4)                 |
| 1960  | Henry Muller               | Clem                                                                        | La Table ronde (2)         |
| 1961  | Jean Ferniot               | L'Ombre portée                                                              | Gallimard (10)             |
| 1962  | Henri-François Rey         | Les Pianos mécaniques                                                       | Robert Laffont             |
| 1963  | Renée Massip               | La Bête quaternaire                                                         | Gallimard (11)             |
| 1964  | René Fallet                | Paris au mois d'août                                                        | Denoël (5)                 |
| 1965  | Alain Bosquet              | La Confession mexicaine                                                     | Grasset (3)                |
| 1966  | Kléber Haedens             | L'été finit sous les tilleuls                                               | Grasset (4)                |
| 1967  | Yvonne Baby                | Oui l'espoir                                                                | Grasset (5)                |
| 1968  | Christine de Rivoyre       | Le Petit Matin                                                              | Grasset (6)                |
| 1969  | Pierre Schoendoerffer      | L'Adieu au roi                                                              | Grasset (7)                |
| 1970  | Michel Déon                | Les Poneys sauvages                                                         | Gallimard (12)             |
| 1971  | Pierre Rouanet             | Castell                                                                     | Grasset (8)                |
| 1972  | Georges Walter             | Des vols de Vanessa                                                         | Grasset (9)                |
| 1973  | Lucien Bodard              | Monsieur le Consul                                                          | Grasset (10)               |
| 1974  | René Mauriès               | Le Cap de la Gitane                                                         | Fayard                     |
| 1975  | Voldemar Lestienne         | L'Amant de poche                                                            | Grasset (11)               |
| 1976  | Raphaële Billetdoux        | Prends garde à la douceur des choses                                        | Seuil                      |
| 1977  | Jean-Marie Rouart          | Les Feux du pouvoir                                                         | Grasset (12)               |
| 1978  | Jean-Didier Wolfromm       | Diane Lanster                                                               | Grasset (13)               |
| 1979  | François Cavanna           | Les Russkoffs                                                               | Belfond                    |
| 1980  | Christine Arnothy          | Toutes les chances plus une                                                 | Grasset (14)               |
| 1981  | Louis Nucera               | Chemin de la Lanterne                                                       | Grasset (15)               |
| 1982  | Éric Ollivier              | L'Orphelin de mer... ou les Mémoires de monsieur Non                        | Denoël (6)                 |
| 1983  | Jacques Duquesne           | Maria Vandamme                                                              | Grasset (16)               |
| 1984  | Michèle Perrein            | Les Cotonniers de Bassalane                                                 | Grasset (17)               |
| 1985  | Serge Lentz                | Vladimir Roubaïev                                                           | Robert Laffont (2)         |
| 1986  | Philippe Labro             | L'Étudiant étranger                                                         | Gallimard (13)             |
| 1987  | Raoul Mille                | Les Amants du paradis                                                       | Grasset (18)               |
| 1988  | Bernard-Henri Lévy         | Les Derniers Jours de Charles Baudelaire                                    | Grasset (19)               |
| 1989  | Alain Gerber               | Le Verger du diable                                                         | Grasset (20)               |
| 1990  | Bayon                      | Les Animals                                                                 | Grasset (21)               |
| 1991  | Sébastien Japrisot         | Un long dimanche de fiançailles                                             | Denoël (7)                 |
| 1992  | Dominique Bona             | Malika                                                                      | Mercure de France          |
| 1993  | Jean-Pierre Dufreigne      | Le Dernier Amour d'Aramis ou les Vrais Mémoires du chevalier René d'Herblay | Grasset (22)               |
| 1994  | Marc Trillard              | Eldorado 51                                                                 | Phébus                     |
| 1995  | Franz-Olivier Giesbert     | La Souille                                                                  | Grasset (23)               |
| 1996  | Eduardo Manet              | Rhapsodie cubaine                                                           | Grasset (24)               |
| 1997  | Éric Neuhoff               | La Petite Française                                                         | Albin Michel               |
| 1998  | Gilles Martin-Chauffier    | Les Corrompus                                                               | Grasset (25)               |
| 1999  | Jean-Christophe Rufin      | Les Causes perdues                                                          | Gallimard (14)             |
| 2000  | Patrick Poivre d'Arvor     | L'Irrésolu                                                                  | Albin Michel (2)           |
| 2001  | Stéphane Denis             | Sisters                                                                     | Fayard (2)                 |
| 2002  | Gonzague Saint-Bris        | Les Vieillards de Brighton                                                  | Grasset (26)               |
| 2003  | Frédéric Beigbeder         | Windows on the World                                                        | Grasset (27)               |
| 2004  | Florian Zeller             | La Fascination du pire                                                      | Flammarion (2)             |
| 2005  | Michel Houellebecq         | La Possibilité d'une île                                                    | Fayard (3)                 |
| 2006  | Michel Schneider           | Marilyn, dernières séances                                                  | Grasset (28)               |
| 2007  | Christophe Ono-Dit-Biot    | Birmane                                                                     | Plon (3)                   |
| 2008, | Serge Bramly               | Le Premier Principe - Le Second Principe                                    | Lattès                     |
| 2009  | Yannick Haenel             | Jan Karski                                                                  | Gallimard (15)             |
| 2010  | Jean-Michel Olivier        | L'Amour nègre                                                               | De Fallois                 |
| 2011  | Morgan Sportes             | Tout, tout de suite                                                         | Fayard (4)                 |
| 2012  | Philippe Djian             | « Oh... »                                                                   | Gallimard (16)             |
| 2013  | Nelly Alard                | Moment d'un couple                                                          | Gallimard (17)             |
| 2014  | Mathias Menegoz            | Karpathia                                                                   | P.O.L                      |
| 2015  | Laurent Binet              | La Septième Fonction du langage                                             | Grasset (29)               |
| 2016  | Serge Joncour              | Repose-toi sur moi                                                          | Flammarion (3)             |
| 2017  | Jean-René Van der Plaetsen | La Nostalgie de l'honneur                                                   | Grasset (30)               |
| 2018  | Thomas B. Reverdy          | L'Hiver du mécontentement                                                   | Flammarion (4)             |
| 2019  | Karine Tuil                | Les Choses humaines                                                         | Gallimard (18)             |
| 2020  | Irène Frain                | Un crime sans importance                                                    | Seuil (2)                  |
| 2021  | Mathieu Palain             | Ne t'arrête pas de courir                                                   | L'Iconoclaste              |
| 2022  | Philibert Humm             | Roman fleuve                                                                | Éditions des Équateurs     |
| 2023  | Gaspard Koenig             | Humus                                                                       | Éditions de l'Observatoire |
| 2024  | Thibault de Montaigu       | Coeur                                                                       | Albin Michel               |

## Les éditions Grasset largement primées
Le quotidien Libération a qualifié en 1998 ce prix littéraire de « prix InterGrasset », polémique relancée en 2009 par l'hebdomadaire L'Express,. Les éditions Grasset sont en effet largement représentées dans le palmarès du prix : près de la moitié des romans primés appartiennent à cette maison d'édition depuis la fondation du prix, suivi par les éditions Gallimard. Les auteurs Grasset ont surtout été particulièrement primés des années 1960 aux années 1980.

## Prix du Nouveau Cercle
Également remis au Cercle Interallié, le prix du Nouveau Cercle est une récompense distincte, attribuée par un jury différent, qui récompense chaque année deux essais, l'un en histoire et l'autre en souvenirs et société.